# NGC 1023
NGC 1023 је елиптична галаксија у сазвежђу Персеј која се налази на NGC листи објеката дубоког неба.
Деклинација објекта је + 39° 3' 48" а ректасцензија 2h 40m 24,1s. Привидна величина (магнитуда) објекта NGC 1023 износи 9,5 а фотографска магнитуда 10,5. Налази се на удаљености од 10,547 милиона парсека од Сунца. NGC 1023 је још познат и под ознакама UGC 2154, MCG 6-6-73, CGCG 523-83, ARP 135, PGC 10123.